# 백자 청화철화‘시’명나비문 팔각연적
백자 청화철화‘시’명나비문 팔각연적(白磁 靑畵鐵畵‘詩’銘蝶文 八角硯滴)은 서울특별시 관악구 호림박물관에 있는 조선시대의 백자이다. 2006년 1월 17일 대한민국의 보물 제1458호로 지정되었다. 2006년 1월 17일 대한민국의 보물 제1455호로 지정되었다.

## 개요
단정한 비례의 팔각연적으로 윗면은 편평하며 가장자리에서 8각 형태의 단을 이루었다. 그리고 밑면의 각 모서리에는 작은 굽다리를 8개 세웠다. 윗면의 중앙부에 물구멍을 뚫고 옆면의 한 모서리에는 주구(注口)를 붙였다. 윗면에 청화와 철화기법을 사용하여 나비를 그렸으며 옆면에도 청화와 철화기법을 번갈아 가며 사용하여 칠언절구(七言絶句)를 써 넣었다. 유색은 엷은 청색을 띠는 맑은 투명유로서 광택은 은은하고 빙렬이 없다.
청화·철화문양의 필치가 뛰어나고 칠언절구의 시가 연적의 문양, 형태와 함께 잘 어우러져서 18세기 선비문화의 일단을 보여주는 수작이라 할 수 있다.

## 같이 보기
- 백자

## 참고 자료
- 백자 청화철화‘시’명나비문 팔각연적 - 국가유산청 국가유산포털